# 하토야마 이이치로

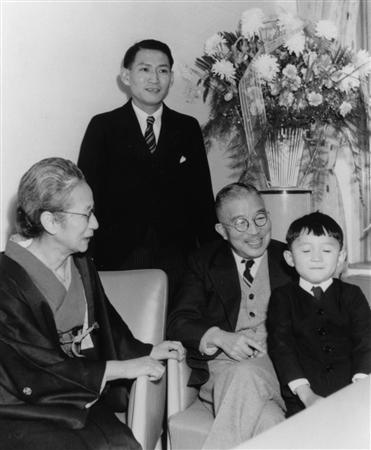
1953년에 촬영된 가족 사진. 후방에 서있는 인물이 이이치로, 그의 오른쪽으로 아버지 하토야마 이치로, 장남 하토야마 유키오.

하토야마 이이치로(일본어: 鳩山威一郎, 1918년 11월 11일 ~ 1993년 12월 19일)는 일본의 정치인이자 외교관이다. 1976년부터 1977년까지 후쿠다 다케오 내각에서 외무대신을 지냈으며, 정삼위 훈일등(正三位勲一等) 을 받았다.
아버지는 일본 총리를 세 번 (제52·53·54대 내각총리대신) 지낸 하토야마 이치로, 할아버지는 전 중의원 의장 하토야마 가즈오(鳩山和夫), 외조부는 우익 단체 겐요샤 출신의 귀족원 의원 데라다 사카에(寺田栄)이며, 아들 하토야마 유키오와 하토야마 구니오(鳩山邦夫) 도 모두 정치에 참여하였다.

## 생애
하토야마는 1918년, 도쿄도에서 태어나, 1941년 도쿄 제국대학 법학부를 수석으로 졸업한 후, 대장성에 들어갔다. 대장성에 들어간 뒤, 태평양 전쟁에 의해 곧바로 해군에 소집되었으며, 1942년 브리지스톤 (Bridgestone)의 창업자 이시바시 쇼지로(石橋正二郎)의 딸과 결혼하였다.
1946년, 소집 해제에 따라 대장성에 복직하였고, 주계국에서 일하며, 주계국장(主計局長)에서 대장사무차관(大蔵事務次官) 이 되었다. 차관 재임 중이었던 1972년 9월, 다나카 가쿠에이 총리의 일본열도개조론(日本列島改造論) 을 바탕으로 한 명령으로, 주계국장, 이재국장, 주세국장 등과 1973년도의 초대형 예산을 짜게 되었는데, 후에 이는 1971년, 닉슨 쇼크 (Nixon Shock) 에 수반하는 인플레의 조짐, 1973년 유류 파동 등과 함께 전후 최악의 광란 물가를 부른 초인플레 예산으로 비판 받게 되었다.
1974년, 참의원 의원에 처음 당선되었으며, 1976년부터 1977년까지 후쿠다 다케오 내각의 외무대신을 지냈다. 1992년 정계에서 은퇴하였고, 1993년에 75세의 나이로 사망하였다.

## 가계도
|                 |                 |                 |                 | 하토야마 하루코 | 하토야마 하루코 | 하토야마 하루코 | 하토야마 하루코 | 하토야마 하루코 | 하토야마 하루코 |                 |                 |                 |                 |                   |                   | 하토야마 가즈오   | 하토야마 가즈오   | 하토야마 가즈오   | 하토야마 가즈오   | 하토야마 가즈오   | 하토야마 가즈오   |                 |                 |                 |                 |  |  |                 |                 |                 |                 |                 |                 |               |               |               |               |               |               |                 |                 |                 |                 |                 |                 |  |  |  |  |
|                 |                 |                 |                 | 하토야마 하루코 | 하토야마 하루코 | 하토야마 하루코 | 하토야마 하루코 | 하토야마 하루코 | 하토야마 하루코 |                 |                 |                 |                 |                   |                   | 하토야마 가즈오   | 하토야마 가즈오   | 하토야마 가즈오   | 하토야마 가즈오   | 하토야마 가즈오   | 하토야마 가즈오   |                 |                 |                 |                 |  |  |                 |                 |                 |                 |                 |                 |               |               |               |               |               |               |                 |                 |                 |                 |                 |                 |  |  |  |  |
|                 |                 |                 |                 |                 |                 |                 |                 |                 |                 |                 |                 |                 |                 |                   |                   |                   |                   |                   |                   |                   |                   |                 |                 |                 |                 |  |  |                 |                 |                 |                 |                 |                 |               |               |               |               |               |               |                 |                 |                 |                 |                 |                 |  |  |  |  |
|                 |                 |                 |                 |                 |                 |                 |                 |                 |                 |                 |                 |                 |                 |                   |                   |                   |                   |                   |                   |                   |                   |                 |                 |                 |                 |  |  |                 |                 |                 |                 |                 |                 |               |               |               |               |               |               |                 |                 |                 |                 |                 |                 |  |  |  |  |
|                 |                 |                 |                 | 하토야마 가오루 | 하토야마 가오루 | 하토야마 가오루 | 하토야마 가오루 | 하토야마 가오루 | 하토야마 가오루 |                 |                 |                 |                 |                   |                   | 하토야마 이치로   | 하토야마 이치로   | 하토야마 이치로   | 하토야마 이치로   | 하토야마 이치로   | 하토야마 이치로   |                 |                 |                 |                 |  |  |                 |                 |                 |                 |                 |                 |               |               |               |               |               |               |                 |                 |                 |                 |                 |                 |  |  |  |  |
|                 |                 |                 |                 | 하토야마 가오루 | 하토야마 가오루 | 하토야마 가오루 | 하토야마 가오루 | 하토야마 가오루 | 하토야마 가오루 |                 |                 |                 |                 |                   |                   | 하토야마 이치로   | 하토야마 이치로   | 하토야마 이치로   | 하토야마 이치로   | 하토야마 이치로   | 하토야마 이치로   |                 |                 |                 |                 |  |  |                 |                 |                 |                 |                 |                 |               |               |               |               |               |               |                 |                 |                 |                 |                 |                 |  |  |  |  |
|                 |                 |                 |                 |                 |                 |                 |                 |                 |                 |                 |                 |                 |                 |                   |                   |                   |                   |                   |                   |                   |                   |                 |                 |                 |                 |  |  |                 |                 |                 |                 |                 |                 |               |               |               |               |               |               |                 |                 |                 |                 |                 |                 |  |  |  |  |
|                 |                 |                 |                 |                 |                 |                 |                 |                 |                 |                 |                 |                 |                 |                   |                   |                   |                   |                   |                   |                   |                   |                 |                 |                 |                 |  |  |                 |                 |                 |                 |                 |                 |               |               |               |               |               |               |                 |                 |                 |                 |                 |                 |  |  |  |  |
|                 |                 |                 |                 | 하토야마 야스코 | 하토야마 야스코 | 하토야마 야스코 | 하토야마 야스코 | 하토야마 야스코 | 하토야마 야스코 |                 |                 |                 |                 |                   |                   | 하토야마 이이치로 | 하토야마 이이치로 | 하토야마 이이치로 | 하토야마 이이치로 | 하토야마 이이치로 | 하토야마 이이치로 |                 |                 |                 |                 |  |  |                 |                 |                 |                 |                 |                 |               |               |               |               |               |               |                 |                 |                 |                 |                 |                 |  |  |  |  |
|                 |                 |                 |                 | 하토야마 야스코 | 하토야마 야스코 | 하토야마 야스코 | 하토야마 야스코 | 하토야마 야스코 | 하토야마 야스코 |                 |                 |                 |                 |                   |                   | 하토야마 이이치로 | 하토야마 이이치로 | 하토야마 이이치로 | 하토야마 이이치로 | 하토야마 이이치로 | 하토야마 이이치로 |                 |                 |                 |                 |  |  |                 |                 |                 |                 |                 |                 |               |               |               |               |               |               |                 |                 |                 |                 |                 |                 |  |  |  |  |
|                 |                 |                 |                 |                 |                 |                 |                 |                 |                 |                 |                 |                 |                 |                   |                   |                   |                   |                   |                   |                   |                   |                 |                 |                 |                 |  |  |                 |                 |                 |                 |                 |                 |               |               |               |               |               |               |                 |                 |                 |                 |                 |                 |  |  |  |  |
|                 |                 |                 |                 |                 |                 |                 |                 |                 |                 |                 |                 |                 |                 |                   |                   |                   |                   |                   |                   |                   |                   |                 |                 |                 |                 |  |  |                 |                 |                 |                 |                 |                 |               |               |               |               |               |               |                 |                 |                 |                 |                 |                 |  |  |  |  |
| 이노우에 가즈코 | 이노우에 가즈코 | 이노우에 가즈코 | 이노우에 가즈코 | 이노우에 가즈코 | 이노우에 가즈코 |                 |                 | 하토야마 미유키 | 하토야마 미유키 | 하토야마 미유키 | 하토야마 미유키 | 하토야마 미유키 | 하토야마 미유키 |                   |                   |                   |                   |                   |                   | 하토야마 유키오   | 하토야마 유키오   | 하토야마 유키오 | 하토야마 유키오 | 하토야마 유키오 | 하토야마 유키오 |  |  | 하토야마 에밀리 | 하토야마 에밀리 | 하토야마 에밀리 | 하토야마 에밀리 | 하토야마 에밀리 | 하토야마 에밀리 |               |               |               |               |               |               | 하토야마 구니오 | 하토야마 구니오 | 하토야마 구니오 | 하토야마 구니오 | 하토야마 구니오 | 하토야마 구니오 |  |  |  |  |
| 이노우에 가즈코 | 이노우에 가즈코 | 이노우에 가즈코 | 이노우에 가즈코 | 이노우에 가즈코 | 이노우에 가즈코 |                 |                 | 하토야마 미유키 | 하토야마 미유키 | 하토야마 미유키 | 하토야마 미유키 | 하토야마 미유키 | 하토야마 미유키 |                   |                   |                   |                   |                   |                   | 하토야마 유키오   | 하토야마 유키오   | 하토야마 유키오 | 하토야마 유키오 | 하토야마 유키오 | 하토야마 유키오 |  |  | 하토야마 에밀리 | 하토야마 에밀리 | 하토야마 에밀리 | 하토야마 에밀리 | 하토야마 에밀리 | 하토야마 에밀리 |               |               |               |               |               |               | 하토야마 구니오 | 하토야마 구니오 | 하토야마 구니오 | 하토야마 구니오 | 하토야마 구니오 | 하토야마 구니오 |  |  |  |  |
|                 |                 |                 |                 |                 |                 |                 |                 |                 |                 |                 |                 |                 |                 |                   |                   |                   |                   |                   |                   |                   |                   |                 |                 |                 |                 |  |  |                 |                 |                 |                 |                 |                 |               |               |               |               |               |               |                 |                 |                 |                 |                 |                 |  |  |  |  |
|                 |                 |                 |                 |                 |                 |                 |                 |                 |                 |                 |                 |                 |                 | 하토야마 기이치로 | 하토야마 기이치로 | 하토야마 기이치로 | 하토야마 기이치로 | 하토야마 기이치로 | 하토야마 기이치로 |                   |                   |                 |                 |                 |                 |  |  |                 |                 |                 |                 |                 |                 | 하토야마 다로 | 하토야마 다로 | 하토야마 다로 | 하토야마 다로 | 하토야마 다로 | 하토야마 다로 |                 |                 |                 |                 |                 |                 |  |  |  |  |

## 같이 보기
- 하토야마
- 하토야마 이치로
- 하토야마 유키오